# Справедливая Эми
Справедливая Эми/Правосудие Эми (англ. Judging Amy) — американский драматический телесериал, созданный и произведённый Эми Бреннеман, которая также играет главную роль. Шоу выходило с 19 сентября 1999 года по 3 мая 2005 года на телеканале CBS.
В центре сюжета судья по семейным делам, которая осталась одна с ребёнком после развода. Шоу было основано на реальном опыте матери Бреннеман, которая работала судьёй.
За время своего шестилетнего показа шоу получило ряд престижных наград и номинаций, включая одиннадцать номинаций на премию «Эмми» и одну победу в 2003 году. Эми Бреннеман трижды была номинирована на премии «Золотой глобус», «Эмми», «Премию Гильдии киноактёров США за лучшую женскую роль в драматическом сериале» и получила ещё несколько наград и номинаций.

## Сюжет
Эми Грэй — молодой прокурор из Нью-Йорка, после развода с мужем, возвращается со своей маленькой дочерью в дом своей матери в Хартфорде, штат Коннектикут. Она становится судьёй по семейным делам в возрасте 34 лет. Её мать работает социальным работником и помогает ей справиться с разводом. В финале сериала Эми уходит с поста судьи и баллотируется в Сенат США.

## В ролях
- Эми Бреннеман — судья Эми Мэдисон Грэй
- Тайн Дейли — Максин Маккарти Грэй, мать Эми, вдова
- Дэн Фаттерман — Винсент Грэй, младший брат Эми
- Ричард Т. Джонс — Брюс Келвин ван Эксел, коллега и друг Эми
- Кевин Рам — Кайл Маккарти, кузен Эми
- Маркус Джаматти — Питер Грэй, старший брат Эми
- Джессика Так — Джиллиан Грэй, жена Питера
- Карл Уоррен — Лорен Кэссиди, дочь Эми
- Джиллиан Арменанте — Донна Козловски, секретарь Эми
- Тимоти Омандсон — Шон Поттер, босс Максин

### Любовные интересы Эми
- Джон Слэттери и Ричард Бёрджи — Майкл Кэссиди, бывший муж Эми
- Том Уэллинг — Роб Мельцер, тренер Лорен по карате
- Грегори Харрисон — Том Гиллетте
- Крис Сарандон — Барри Крамбл, судья
- Рид Даймонд — Стюарт Коллинз
- Эдриан Пасдар — Дэвид Макларен

## Трансляция
На протяжении шести сезонов шоу выходило по вторникам в 10 вечера на CBS и стабильно одерживало победу над конкурентами в рейтингах. Финальный эпизод смотрело 11 млн зрителей в мае 2005 года.
- Сезон 1: 21 — 14,1 млн зрителей[3]
- Сезон 2: 28 — 13,3 млн зрителей[4]
- Сезон 3: 21 — 13,9 млн зрителей[5]
- Сезон 4: 26 — 13,1 млн зрителей[6]
- Сезон 5: 39 — 10,7 млн зрителей[7]
- Сезон 6: 37 — 10,6 млн зрителей[8]